# Łaziebnik
Łaziebnik – niewykonywany już powszechnie zawód opisany po raz pierwszy w 1313 (na terenie Dolnego Śląska). 
Zatrudniony w łaźni publicznej łaziebnik przede wszystkim przygotowywał kąpiele. Zajmował się także balwierstwem, czyli goleniem (na terenach Górnego Śląska aż do XVII wieku goleniem zajmowali się właśnie oni). Czasami spełniał rolę współczesnego felczera (wykonywał masaże, stawiał bańki, usuwał nagniotki, puszczał krew) a nawet dentysty (wyrywał bolące zęby).